# Passionsspel
Passionsspel eller påskspel är dramatisering av den i Bibeln omskrivna Jesu korsfästelse och uppståndelse under påsken.

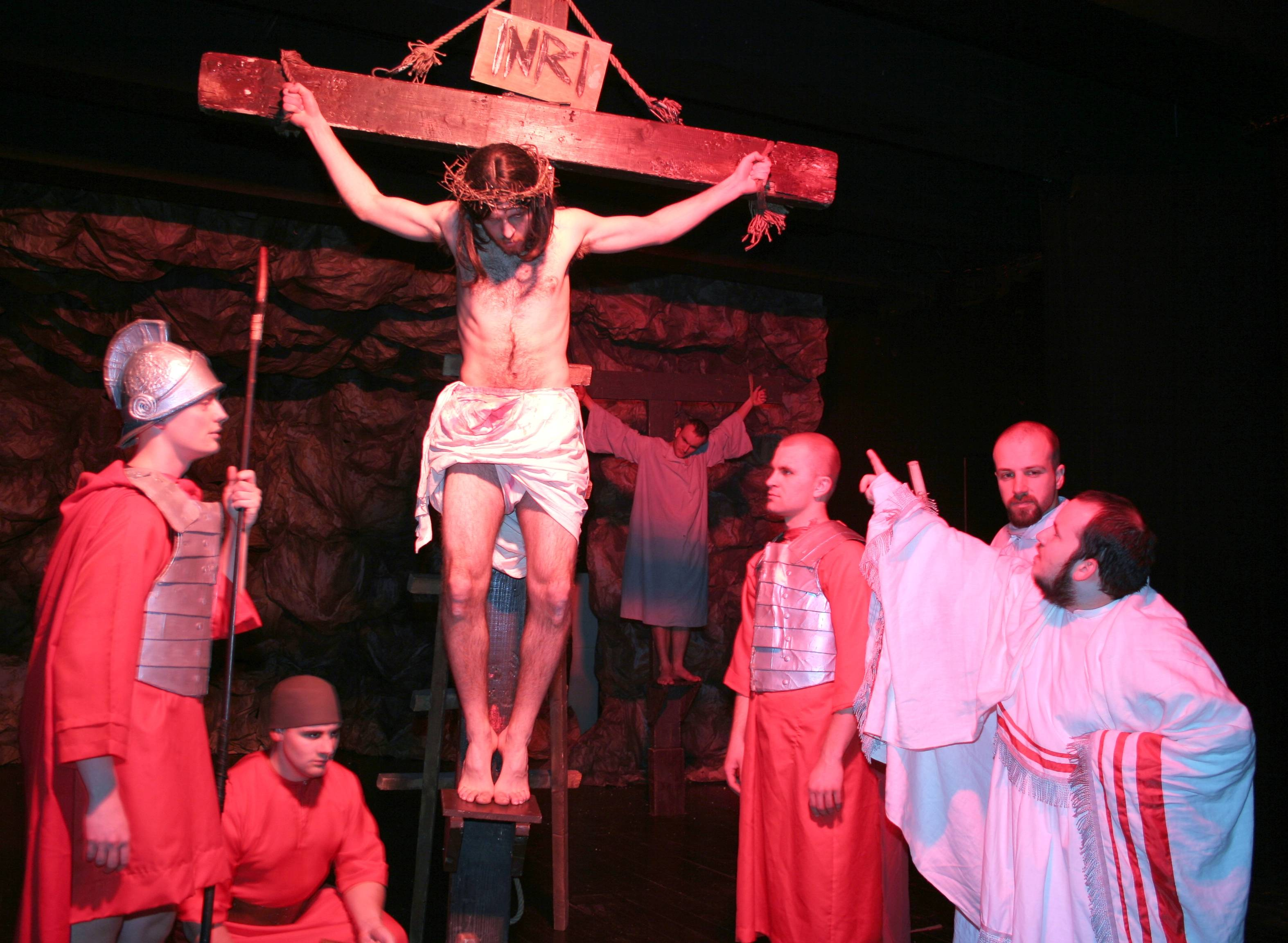
Passionsspel i Polen 2006.

## Kända passionsspel

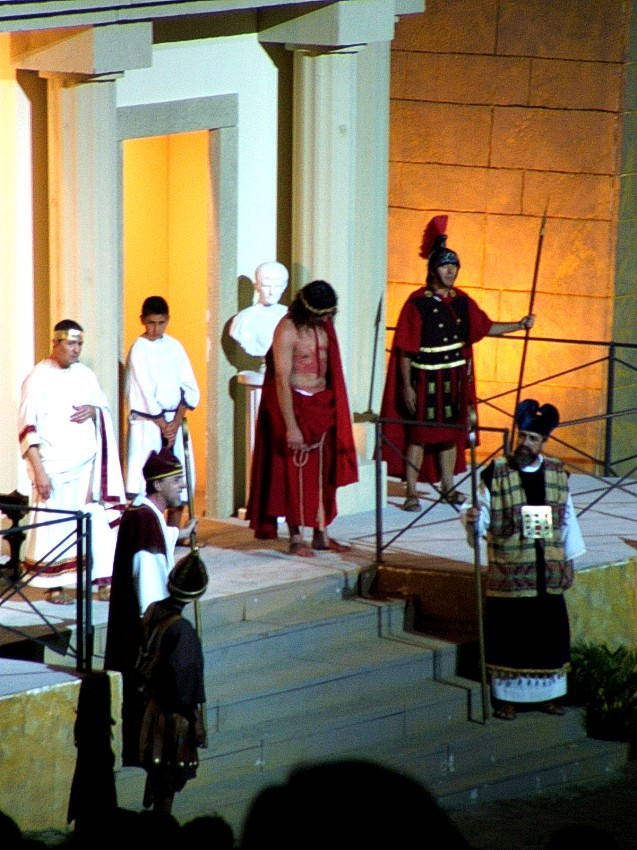
Processen mot Jesus, scen från ett passionsspel i Piemont, Italien

### Sverige
Sedan 2003 äger ett passionsspel rum på Kungstorget i Uddevalla. Åtta lokala församlingar och ett hundratal frivilliga hjälps åt varje år med att gestalta Jesu lidande och uppståndelse med ord och toner. Produktionen av passionsspelet kostade omkring 100 000 kronor 2006. Det har under alla år alltid varit gratis inträde till passionspelet.

### Tyskland
Ett av de mest kända passionsspelen äger rum i byn Oberammergau i Bayern i södra Tyskland. Spelet äger här rum vart tionde år och engagerar en stor del av byn.